# Gaetano Manfredonia
Gaetano Manfredonia, né en 1957 à Foggia, est un historien italien spécialiste du mouvement ouvrier et libertaire en Italie et en France.

## Biographie
Arrivé en France à l’âge de 16 ans, Gaetano Manfredonia a terminé ses études secondaires au Lycée italien de Paris Leonardo da Vinci. Diplômé de Sciences Po Paris en 1979, il est titulaire d'un doctorat d'histoire contemporaine avec une thèse de troisième cycle intitulée L'Individualisme anarchiste en France, 1880-1914 sous la direction de Raoul Girardet (1984) puis d'une nouvelle thèse (nouveau régime), également sous la direction de Girardet, intitulée Études sur le mouvement anarchiste en France (1990). Il a obtenu, toujours à l’Institut d’études politiques de Paris, l’habilitation à diriger des recherches en histoire (1994). Il est l'auteur de plusieurs travaux de recherche et d'ouvrages sur l'histoire des courants libertaires en Italie et en France.
Après la thèse pionnière de Jean Maitron sur Le mouvement anarchiste en France, Manfredonia renouvelle l'historiographie du mouvement anarchiste français notamment par sa collaboration à l'ouvrage collectif L'histoire des gauches, ou encore par son livre Anarchisme et changement social. Dans ce dernier ouvrage, après avoir proposé une nouvelle typologie de l'anarchie, il entreprend une relecture de l'histoire du mouvement anarchiste. Il dégage ainsi trois « idéaux-types » du changement social chez l'anarchiste : insurrectionnel, syndicaliste ou éducationniste-réalisateur.
Le premier, « insurrectionnel », englobe autant les mouvements organisés que les individualistes qui veulent détruire le système autoritaire avant de construire, qu’ils soient bakouniniens, stirnerien ou partisans de la propagande par le fait.
Le second, « syndicaliste », vise à faire du syndicat et de la classe ouvrière, les principaux artisans tant du renversement de la société actuelle, que les créateurs de la société future. Son expression la plus aboutie est sans doute la Confédération nationale du travail pendant la révolution sociale espagnole de 1936.
Le troisième est « éducationniste réalisateur » dans le sens où les anarchistes privilégient la préparation de tout changement radical par une éducation libertaire, une culture formatrice, des essais de vie communautaires, la pratique de l'autogestion et de l'égalité des sexes, etc.
D'après Manfredonia, ce modèle est proche de l’anarchisme réalisateur d’E. Armand et ne doit pas être confondu avec le  gradualisme d'Errico Malatesta ou avec « l’évolutionnisme » d'Élisée Reclus.
Professeur de Sciences économiques et sociales en lycée, il a enseigné de 1994 à 2003 à l’Institut d’études politiques de Paris où il a donné des cours sur « L’anarchisme en Europe », « Les imaginaires utopiques » et « La pensée radicale ».
Il est actuellement conservateur des bibliothèques territoriales et directeur de la Bibliothèque départementale de prêt de la Corrèze après avoir été élève conservateur à l'Enssib.
En 2016, il est, avec Frank Mintz, conseiller historique du documentaire Ni Dieu ni maître, une histoire de l'anarchisme.

## Publications
- Les Anarchistes et la Révolution française, sous la dir. de Gaetano Manfredonia, Paris, Éditions du Monde libertaire, 1990, 314 p.  (ISBN 2-903013-16-0)
- La lutte humaine : Luigi Fabbri, le mouvement anarchiste italien et la lutte contre le fascisme, Éditions du Monde libertaire, 1994,  (ISBN 2-903013-26-8).
- La Pensée de Malatesta, textes réunis et présentés par Gaetano Manfredonia, [Antony], Éd. du Groupe Fresne-Antony, 1996, 214 p.  (ISSN 0243-0932) ; 8)
- La chanson anarchiste en France des origines à 1914 : "Dansons la Ravachole !", Paris, Éditions L'Harmattan, 1997, 445 p. (ISBN 2-7384-6080-1, lire en ligne)
- L'Anarchisme en Europe, Paris, Presses universitaires de France, 2001, 127 p. (ISBN 2-13-051668-8)
- Anarchisme et changement social : Insurrectionnalisme, syndicalisme, éducationnisme-réalisateur, Lyon, Atelier de création libertaire, 2007, 347 p. (ISBN 978-2-35104-017-1, présentation en ligne)
- E. Armand, un anarchiste pas comme les autres (Avant propos) in E. Armand, La révolution sexuelle et la camaraderie amoureuse, Paris, Zones (La Découverte), 2009.  (ISBN 978-2-35522-010-4)
- Libres ! Toujours... : Anthologie de la chanson et de la poésie anarchistes du XIXe siècle, Lyon, Atelier de création libertaire, 2011, 181 p. (ISBN 978-2-35104-043-0)
- Avec Frank Mintz, René Berthier, Maurizio Antonioli, Jean-Christophe Angaut, Philippe Pelletier, Philippe Corcuff, Actualité de Bakounine 1814-2014, Éditions du Monde libertaire, 2014,  (ISBN 9782915514568), extraits en ligne.
- Histoire mondiale de l'anarchie, coédition Textuel et Arte éditions, septembre 2014, 288 p. (présentation en ligne) ; vidéo de 2:56 d'Aurélie Marcireau, LCP, 15 octobre 2014, voir en ligne

### Participation à des ouvrages collectifs
- « Pour ou contre la République ? Les anarchistes français et la tradition républicaine (1848-1914) » in Les Anarchistes et la Révolution française, Paris, Éditions du Monde libertaire, 1990, 314 p.  (ISBN 2-903013-16-0)
- « Lignées proudhoniennes dans l’anarchisme français » in Les Anarchistes et Proudhon : actes de la journée d’étude de la Société P.-J. Proudhon, 19 octobre 1991, Paris, EHESS, 1992, p. 35-65. Une version abrégée de cette étude a paru dans Mil neuf cent, 1992, no 10, p. 30-45.
- « Persistance et actualité de la culture libertaire » in Les Cultures politiques en France, sous la direction de Serge Berstein, Paris, Ed. du Seuil, 1999, p. 243-284.  (ISBN 2-02-032431-8)
- « Du symbolisme à l’art social : le cas Bernard Lazare » in Bernard Lazare : anarchiste et nationaliste juif, textes réunis par Philippe Oriol, Paris, H. Champion, 1999.
- « La République des anarchistes » in Dictionnaire critique de la République, sous la direction de Vincent Duclert et Christophe Prochasson, Paris, Flammarion, 2002.  (ISBN 2-08-068059-5).
- « L’anarchisme » in Histoire des gauches en France, sous la direction de Jean-Jacques Becker et Gilles Candar, Paris, La Découverte, 2004, vol. 1, p. 444-462.  (ISBN 2-7071-4736-2)
- « L’anarchisme au XXe siècle : de la crise au renouveau » in Histoire des gauches en France, sous la direction de Jean-Jacques Becker et Gilles Candar, Paris, La Découverte, 2004, vol. 2, p. 135-145.  (ISBN 2-7071-4209-3).
- « Proudhon et l’idée républicaine » in Proudhon et la République : actes du colloque, 4 décembre 2004. Paris, Société Pierre-Joseph Proudhon, 2005.
- « Anarchisme et syndicalisme révolutionnaire, quels rapports ? : le débat Monatte-Malatesta revisité » in Le Congrès d’Amsterdam, 1907-2007 : un siècle d’anarcho-syndicalisme, Orthez, Temps perdu, 2007.  (ISBN 2-9524639-6-4).).
- « Elisée Reclus, entre insurrectionnalisme et éducationnisme » in Elisée Reclus, Paul Vidal de la Blache : le géographe, la cité et le monde, hier et aujourd'hui : autour de 1905 / ouvrage collectif édité par Jean-Paul Bord, Raffaele Cattedra, Ronald Creagh... [et al.], Paris, L’Harmattan, 2010, p. 17-32.
- « L’anarchisme réalisateur d’E. Armand » in Vivre l’anarchie, expériences communautaires et réalisations alternatives antiautoritaires : XIXe et XXe siècle : Actes du colloque de Ligoure, mai 2009, Lyon, Atelier de création libertaire, 2010.  (ISBN 978-2-35104-041-6)
- « Anarchie et nation chez Proudhon et Pisacane » in Proudhon et l’anarchie : actes du colloque du 5 novembre 2011, Paris, Société Pierre-Joseph Proudhon, 2012.  (ISSN 1242-9570).
- « Bakounine en Italie (1864-1867) : révolution sociale ou révolution nationale ? » in Actualité de Bakounine 1814-2014, Éditions du Monde libertaire, 2014, Avec Frank Mintz, René Berthier, Maurizio Antonioli, Jean-Christophe Angaut, Philippe Pelletier, Philippe Corcuff,  (ISBN 9782915514568),
- « Amour et mariage chez Michel Bakounine » Lire en ligne la version longue  in Collectif, Rêves et passions d’un chercheur militant : Mélanges offerts à Ronald Creagh, Lyon, Atelier de création libertaire, 2017.  (ISBN 978-2-35104-096-6)
- « Prophète ou fonctionnaire ? Le statut incertain de l’écrivain chez les premiers socialistes », in Bibliothèques en utopie : les socialistes et la lecture au XIXe siècle, sous la direction de Nathalie Brémand, Villeurbanne, Presses de l’ENSSIB, 2019.
- « Amour et mariage chez Michel Bakounine » Lire en ligne la version longue  in Collectif, Rêves et passions d’un chercheur militant : Mélanges offerts à Ronald Creagh, Lyon, Atelier de création libertaire, 2017.  (ISBN 978-2-35104-096-6)

## Articles
- De l'usage de la chanson politique : la production anarchiste d'avant 1914, Cités, 3/2004, no 19, p. 43-53.
- "Terrorisme, anarchisme et violence révolutionnaire », La Rue, 1981, no 30.
- « Anarchistes italiens en France », La Rue, 1982, no 31.
- « 1936 : Face au fascisme et à la révolution », Les Œillets rouges, Argenteuil, no 1 et no 2, septembre 1986 et mars 1987.
- « Déviance et Punition en Société Anarchiste », Les Œillets rouges, Argenteuil, juin 1987, no 3.
- « Le débat plate-forme ou synthèse », in Voline, Itinéraire : une vie, une pensée, no 13, 1996, 88 pages, lire en ligne.
- Avec Francis Ronsin, Émile Armand et « la camaraderie amoureuse » - Le sexualisme révolutionnaire et le combat contre la jalousie, communication présentée à l’atelier Amour libre et mouvement ouvrier, Socialisme et sexualité, Institut international d'histoire sociale, Amsterdam, 6 octobre 2000, texte intégral
- « En partant du débat Marx, Proudhon, Bakounine », Contretemps, 2003, no 6.
- De l'usage de la chanson politique : la production anarchiste d'avant 1914, Cités, 3/2004, no 19, p. 43-53.
- « L'imaginaire utopique anarchiste au tournant du siècle », Cahiers Jaurès, 2006/2 (no 180), p. 27-44 « Surveillance et répression de l’anarchisme sous la IIIe République (1879-1914) : le cas de la Creuse et de la Corrèze », Archives en Limousin, 2016, no 46.
- « La chanson anarchiste dans la France de la belle époque. Éduquer pour révolter », Revue Française d'Histoire des Idées Politiques, 2007/2 (no 26), p. 101-121.
- « Surveillance et répression de l’anarchisme sous la IIIe République (1879-1914) : le cas de la Creuse et de la Corrèze », Archives en Limousin, 2016, no 46.
- « Les années de jeunesse d’Antoine Antignac (1864-1930), Corrézien et militant anarchiste bordelais », Archives en Limousin, 2019, no 51.

## Radio
- Jean Lebrun, Gaetano Manfredonia, Les anarchistes et l'écologie, La marche de l'histoire, France Inter, 16 février 2015, écouter en ligne.

## Sources
- Ressource relative à plusieurs domaines :   - Radio France
- Ressource relative à la recherche :   - Persée
- Notices d'autorité :   - VIAF
  - ISNI
  - BnF (données)
  - IdRef
  - LCCN
  - GND
  - Italie
  - Belgique
  - Pays-Bas
  - Israël
  - NUKAT
  - Tchéquie
  - Grèce
  - WorldCat
- Centre international de recherches sur l'anarchisme (Lausanne) : extrait de bibliographie.
- Catalogue général des éditions et collections anarchistes francophones (Cgécaf) - bibliographie.
- RA-forum : Historien de l’anarchisme.
- Système universitaire de documentation - publications liées.
- JSTOR : extrait de bibliographie.
- WorldCat - bibliographie.
- Institut international d'histoire sociale - bibliographie.